# Camponotus suffusus
Camponotus suffusus é uma espécie de inseto do gênero Camponotus, pertencente à família Formicidae.